# Лорі Стівенс
Лорі Стівенс (англ. Laurie Stephens, нар. 5 березня 1984, в Венем, Массачусетс) — американська паралімпійська гірськолижниця.

## Біографія
Діагноз при народженні — розщеплення хребта. Зайнялася лижним спортом у віці 12 років у складі групи спортсменів у Лун-Маунтін, Нью-Шемпшир. З 15 років була в групі команди Нової Англії з лижних гонок під керівництвом Кріса Девліна-Янга. Виступає в класі LW12-1. З 2004 року стала виступати на Кубку світу в гігантському слаломі та інших дисциплінах.
Вивчала терапевтичну реабілітацію в університеті Нью-Гемпширу, закінчивши його в 2007 році. У складі збірної США є володаркою семи медалей зимових Паралімпійських ігор: двох золотих (Турин-2006), двох срібних (Турин 2006 та Ванкувері 2010) та трьох бронзових (дві Сочі 2014 і одна Пхенчхан 2018). Чемпіонка світу 2013 року в швидкісному спуску.
У 2006 році Лорі Стівенс була визнана Олімпійським комітетом США найкращою параолімпійською спортсменкою США, а також номінована на премію ESPY як найкраща спортсменка-паралімпійка. Двічі рекордсменка США з паралімпійського плавання: 100 м і 200 м на спині.